# 索菲崖
索菲崖是南極洲的山崖，位於葛拉漢地的丹科海岸，是皮卡爾灣入口處的東部，由比利時探險隊繪入地圖和命名，現時由南極條約體系管理。
64°44′S 62°15′W / 64.733°S 62.250°W